# You Know I Love You (Tu sais je t'aime)
Singles de Shake
Je viens de loin
(1976)
You Know I Love You (Tu sais je t'aime) est une chanson du chanteur malaisien Shake, parue sur son premier album studio intitulé Shake et sortie en single en 1976. Elle est écrite par Claude Carmone et Pascal Sevran sur une musique d'Alec R. Costandinos.
La chanson connaît le succès, atteignant la 1re place en Wallonie, la 7e place en France, la 19e place aux Pays-Bas et la 24e place en Flandre. C'est également une chanson phare et le plus grand succès de la carrière de Shake.

## Contexte et sortie
Après une carrière dans son pays natal, la Malaisie, comme chanteur dans les cabarets, il déménage à Paris en 1973 et rencontre Orlando, le frère de Dalida, qui l'engage rapidement,,.
En 1976, Shake enregistre You Know I Love You (Tu sais je t'aime), dont il apprend phonétiquement les paroles en français, ne parlant pas encore la langue. Quelques mois après la sortie du single, il l'interprète pour la première fois chez Michel Drucker dans Les Rendez-vous du dimanche,. Le lendemain, 40 000 exemplaires du disque sont vendus et Shake connaît à partir de ce moment un important succès auprès du public adolescent. La chanson est ensuite enregistrée en italien sous le nom de Lo sai ti amo.

## Accueil commercial
En France, You Know I Love You (Tu sais je t'aime) atteint la 7e place du hit-parade officiel du Centre d'information et documentation du disque (CIDD) le 4 juillet 1976. Il est vendu à plus de 250 000 exemplaires.
En Belgique, il entre à la 31e place du précurseur francophone de l'Ultratop 50 le 22 mai 1976, et est entré dans le top 10 lors de sa troisième semaine. Il atteint la première place en y restant pendant quatre semaines consécutives. Il quitte le top 50 wallon après 15 semaines au total. Dans le classement pour la partie néerlandophone, il entre à la 25e place le 7 août 1976 avant de descendre à la 27e place la semaine suivante et de quitter le classement après deux semaines. Il entre de nouveau dans le classement deux ans plus tard, le 23 septembre 1978, à la 29e place avant d'atteindre la 24e place la semaine suivante. Aux Pays-Bas, le single atteint la 19e place du Nederlandse Top 40 et la 22e place du Nationale Hitparade,.

## Liste des titres
| A. | You Know I Love You (Tu sais je t'aime) | 3:16 |
| B. | Fort et Magique                         | 3:58 |

## Crédits
- Shake – chant
- Claude Carmone – paroles
- Pascal Sevran – paroles
- Alec R. Costandinos – musique
- Bernard Estardy – ingénieur du son
- Tony Rallo – arrangements, direction d'orchestre
- Alain Marouani – photographie

Enregistré au studio CBE.

## Classements
| Classement (1976–78)                    | Meilleure position |
| --------------------------------------- | ------------------ |
| Belgique (Flandre Ultratop 50 Singles)  | 24                 |
| Belgique (Wallonie Ultratop 50 Singles) | 1                  |
| France (CIDD)                           | 7                  |
| Pays-Bas (Nederlandse Top 40)           | 19                 |
| Pays-Bas (Nationale Hitparade)          | 22                 |
| Québec (Palmarès francophone)           | 10                 |

| Classement (1976) | Position |
| ----------------- | -------- |
| France (SNEPA)    | 46       |

## Historique de sortie
| Pays                 | Date | Format   | Label                 |
| -------------------- | ---- | -------- | --------------------- |
| France,              | 1976 | 45 tours | Orlando               |
| Allemagne de l'Ouest | 1976 | 45 tours | Emidisc               |
| Canada               | 1976 | 45 tours | Able                  |
| Espagne              | 1976 | 45 tours | PopLandia             |
| Grèce                | 1976 | 45 tours | Philips               |
| Italie               | 1976 | 45 tours | - Orlando - Disco Più |
| Madagascar           | 1976 | 45 tours | Orlando               |
| Turquie              | 1977 | 45 tours | Balet                 |

## Reprises et adaptations
You Know I Love You (Tu sais je t'aime) a notamment été repris ou adapté par :
- Caravelli, dans une version instrumentale, parue sur l'album Porque te vas en 1976[15] ;
- Paul Mauriat, dans une version instrumentale, parue sur l'album Il était une fois nous deux en 1976[16] ;
- André van Duin, adaptée en néerlandais sous le titre Want het is zomer en 1984. Cette version atteint la 34e place du Nationale Hitparade[17].